# Constanța (župa)
Constanța je kromě stejnojmenného města v Rumunsku také název župy (Județ).

## Charakteristika župy
Constanța leží v Dobrudži, u břehu Černého moře. Její hlavní město má stejný název – Constanța. Žije zde 746 000 obyvatel. Na severu hraničí s župou Tulcea, na jihu s Bulharskem a na západě s župami Călărași a Ialomița. Většina území župy je rovina, ohraničená Dunajem a Černým mořem, dobře se zde daří zemědělství. Je zde nejdelší zavlažovací systém v zemi, také se zde pěstuje víno. Jaderná elektrárna ve městě Cernavodă vyrábí 10 % energie v zemi. Vede tudy také velký a nevyužívaný plavební kanál z Dunaje do Černého moře, kde se line 22 km pláží. Hlavní železniční trať tu probíhá z Cernavody do přístavní Constanți, silniční síť se rozbíhá z hlavního města všemi směry.

## Statistiky
- Obyvatelstvo: 746 988
- Hustota osídlení: 106 obyvatel/km²
- Rozloha: 7,071 km²

## Významná letoviska
Jako jedna z dvou žup v Rumunsku se i v Constanți nacházejí přímořská letoviska:
- Năvodari
- Mamaia
- Eforie
- Costinești
- Olimp-Neptun
- Jupiter-Cap Aurora
- Venus
- Mangalia - Saturn
- 2 Mai
- Vama Veche